# Emanuela Khodlová
Emanuela Khodlová (5. prosince 1897 Praha – 24. října 1942 Koncentrační tábor Mauthausen) byla manželka českého odbojáře Václava Khodla a sestra odbojářů Václava Smrže a Jaroslava Smrže, spolupracovnice s operací Anthropoid, popravená nacisty.

## Život
Emanuela Khodlová, rozená Smržová se narodila 5. prosince 1897 v Praze jako první dítě do rodiny Josefa Smrže a Anny Smržové, rozené Spatzové. Její otec pracoval až do odchodu do penze v roce 1923 v Českomoravské-Kolben. Měla čtyři mladší sourozence: tři bratry a jednu sestru. V říjnu 1919 se vdala za Václava Khodla, s nímž se seznámila v ochotnickém divadle ve Vysočanech. 15. srpna 1920 se manželům narodil syn Václav. V roce 1928 si rodina postavila vilu Emka ve Svépravicích (dnes Praha-Horní Počernice), kde částečně pobývali.

## Pomoc parašutistům
V lednu 1942 řešili členové vysočanského Sokola pod vedením Jaroslava Piskáčka ubytování příslušníků výsadku Anthropoid Jozefa Gabčíka a Jana Kubiše. Bratr Emanuely Khodlové Jaroslav Smrž přišel s návrhem umístit je do vily manželů Khodlových. Parašutisté tam postupně přemístili svůj operační materiál, včetně padáků a kombinéz. Gabčík s Kubišem nepobývali pouze zde, ale v rámci přípravy atentátu na Reinharda Heydricha využívali ubytování i u dalších spolupracovníků, Gabčík například u bratra Emanuely Khodlové, Václava Smrže. Emanuela Khodlová parašutistům vařila, potraviny jí dodával její švagr Jan Khodl. Syn Václav Khodl mladší sloužil parašutistům jako průvodce po Praze. Adresu Khodlových měli k dispozici i další výsadkáři, např. Josef Valčík ze skupiny Silver A a Adolf Opálka ze skupiny Out Distance.
K celé rodině měli parašutisté vřelý vztah, což dokládá i to, že Emanuelu Khodlovou nazývali mámou (a ke svátku matek jí koupili květiny). Kolo, na kterém jezdil Jan Kubiš a na kterém pak unikl z místa atentátu, mu zapůjčil bratr Emanuely Khodlové, Jaroslav Smrž. Když se Emanuela Khodlová dozvěděla, že došlo k atentátu na Heydricha, okamžitě jí došlo, kdo za tím stojí a pohotově odnesla bedničku s osmi ručními granáty, které byli u nich doma schované, svému bratru Václavu Smržovi. Ten bedničku skryl pod hromadu uhlí. Jejich bratr Jaroslav Smrž mu pak přinesl ještě jeden granát.
Dne 17. června, tedy v době, kdy Gabčík s Kubišem již přebývali v úkrytu v kryptě kostela sv. Cyrila a Metoděje (a den před svou smrtí) se u Khodlů ve Vysočanech oba ještě zastavili, povečeřeli, ale nabízený nocleh od Emanuely nepřijali. Podílela se rovněž na likvidaci operačního materiálu, pomohla s vyzvednutím padáků z vily. Ty pak s kombinézami skončily v dětském hrobě na Ďáblickém hřbitově, kam je pohřbili za pomoci jejího bratra Václava Smrže a jeho švagra (ten vlastnil pohřební službu a zařídil fingovaný pohřeb). Společně se snoubenkou svého syna Františkou Urbánkovou a svou sestrou Antonií Bejčkovou se zbavila ocelového lana, které bylo rovněž ve vile uschováno - hodily ho do studny v Dolních Počernicích.

## Zatčení, smrt
Dne 16. června se na pražském gestapu přihlásil Karel Čurda a jeho informace rozpoutaly vlnu zatýkání spolupracovníků operace Anthropoid a jejich rodinných příslušníků. 14. července se sourozenci Smržovi sešli v nemocnici, kde ležela manželka Václava Smrže. Emanuela Khodlová prohlásila, že vezme veškerou vinu na sebe. K zatčení došlo ještě téhož dne. O její statečnosti svědčí i fakt, že při výsleších neprozradila své dva sourozence, bratra Václava Smrže a sestru Antonii Bejčkovou, kteří díky ní válku přežili. Khodlovi byli vězněni v Malé pevnosti Terezín, stanným soudem v Praze v nepřítomnosti odsouzeni k trestu smrti. Nakonec byli převezeni do koncentračního tábora Mauthausen, kde byli 24. října 1942 zastřeleni při fingované zdravotní prohlídce společně s mnoha dalšími odbojáři a jejich rodinnými příslušníky.
V roce 1968 za ni přebral její přeživší bratr Václav Smrž pamětní medaili z rukou prezidenta republiky Ludvíka Svobody.

## Připomínka
- Pamětní deska na domě v ulici Kolbenova 659/16, Praha 9 nese nápis: "V tomto domě žili obětaví členové sokolského odboje Emanuel a Václav KHODLOVI se synem Václavem KHODLEM spolupracovníci výsadku ANTHROPOID. Popraveni nacisty 24.10.1942 v Mauthausenu."[2]
- Po jejím manželovi Václavu Khodlovi byla v Praze 9 - Horních Počernicích pojmenována ulice Khodlova, ve které se nachází vila Emka (v těsné blízkosti autubusové zastávky MHD Khodlova).
- Jméno Emanuely KHODLOVÉ, jejího manžela a syna (KHODL VÁCLAV S MANŽELKOU EMANUELOU A SYNEM VÁCLAVEM) jsou uvedena na pomníku obětem 2. světové války v Praze 9 - Horních Počernicích. Pomník se nachází v parčíku v ulici Ratibořická / Chvalkovická.[3]
- Na vile Khodlových v Praze 9 - Horních Počernicích, Khodlova 1086/21 je umístěna pamětní deska s nápisem: "NA PAMĚŤ VÁCLAVA KHODLA / EMY KHODLOVÉ / VÁCLAVA KHODLA ML. / UMUČENÝCH 24.X.1942 V MAUTHAUSENU / VĚNUJE SOPV 28.X.1946."[4]
- Její jméno (a jméno manžela a syna) jsou uvedena na pomníku věnovaném obětem 2. světové války umístěném v areálu Sokola Vysočany v Zákostelní ulici v Praze 9 - Vysočanech. Na pomníku je nápis: "ZA PRÁVO A SVOBODU OBĚTOVALI ŽIVOTY (následuje výčet jmen) EMÍLIE KHODLOVÁ".[5]
- Její jméno (a jméno manžela a syna) jsou uvedena na pamětní desce obětem 2. světové války umístěné v kostele svaté Ludmily ve Chvalech v Horních Počernicích.[6]
- Její jméno (Khodlová Emanuela roz. Smržová *5. 12. 1897), jméno manžela (Khodl Václav *22. 10. 1895) a syna (Khodl Václav *15. 8. 1920) je uvedeno na pomníku spolupracovníků parašutistů a jejich rodinných příslušníků, kteří byli popraveni v německém koncentračním táboře Mauthausenu. V lednu 2011 byl slavnostně odhalen na terase kostela sv. Cyrila a Metoděje v Resslově ulici v Praze.[7]

## Galerie

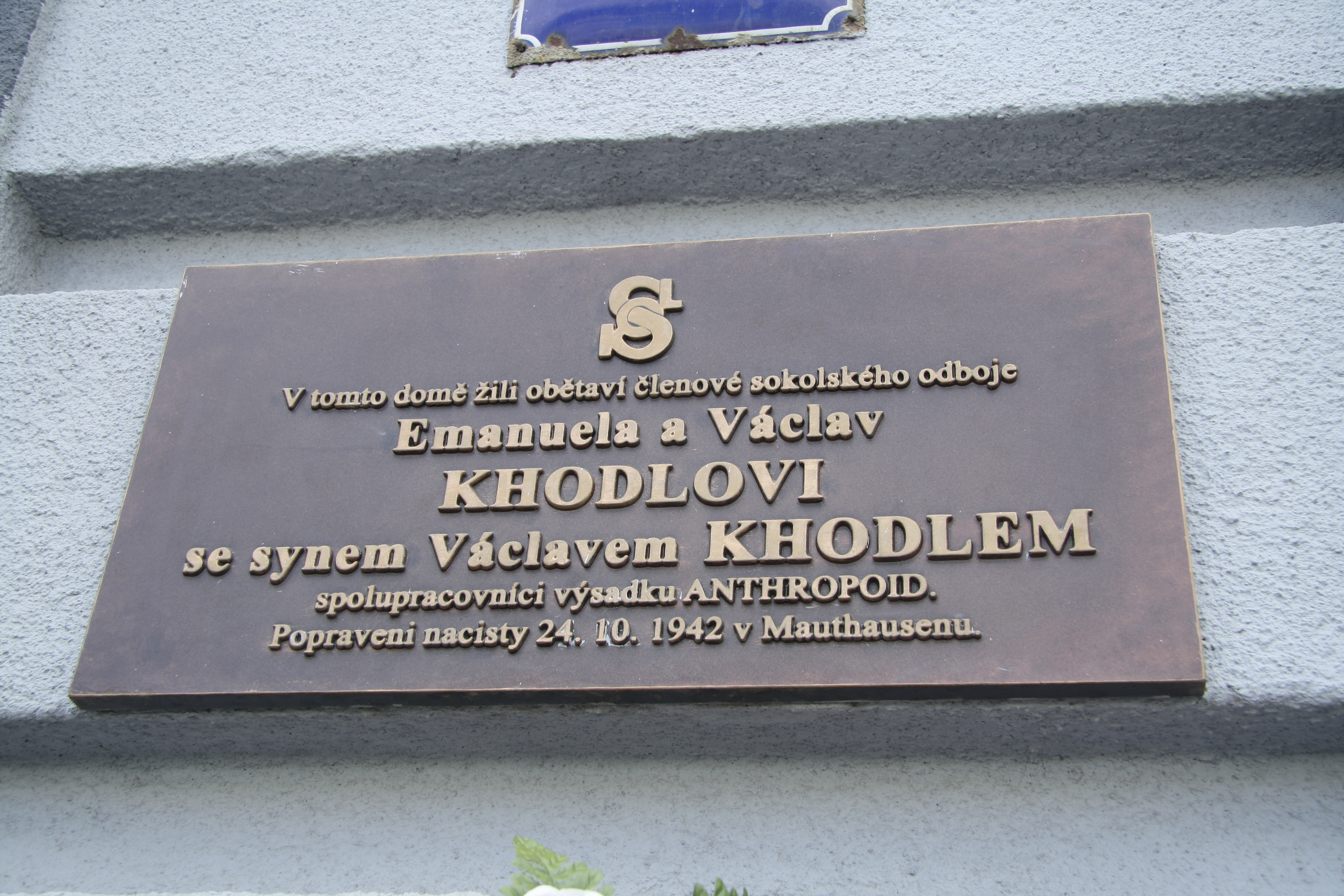
Pamětní deska rodiny Khodlových v Praze-Vysočanech, Kolbenova 659/16, kde byl byt Khodlových
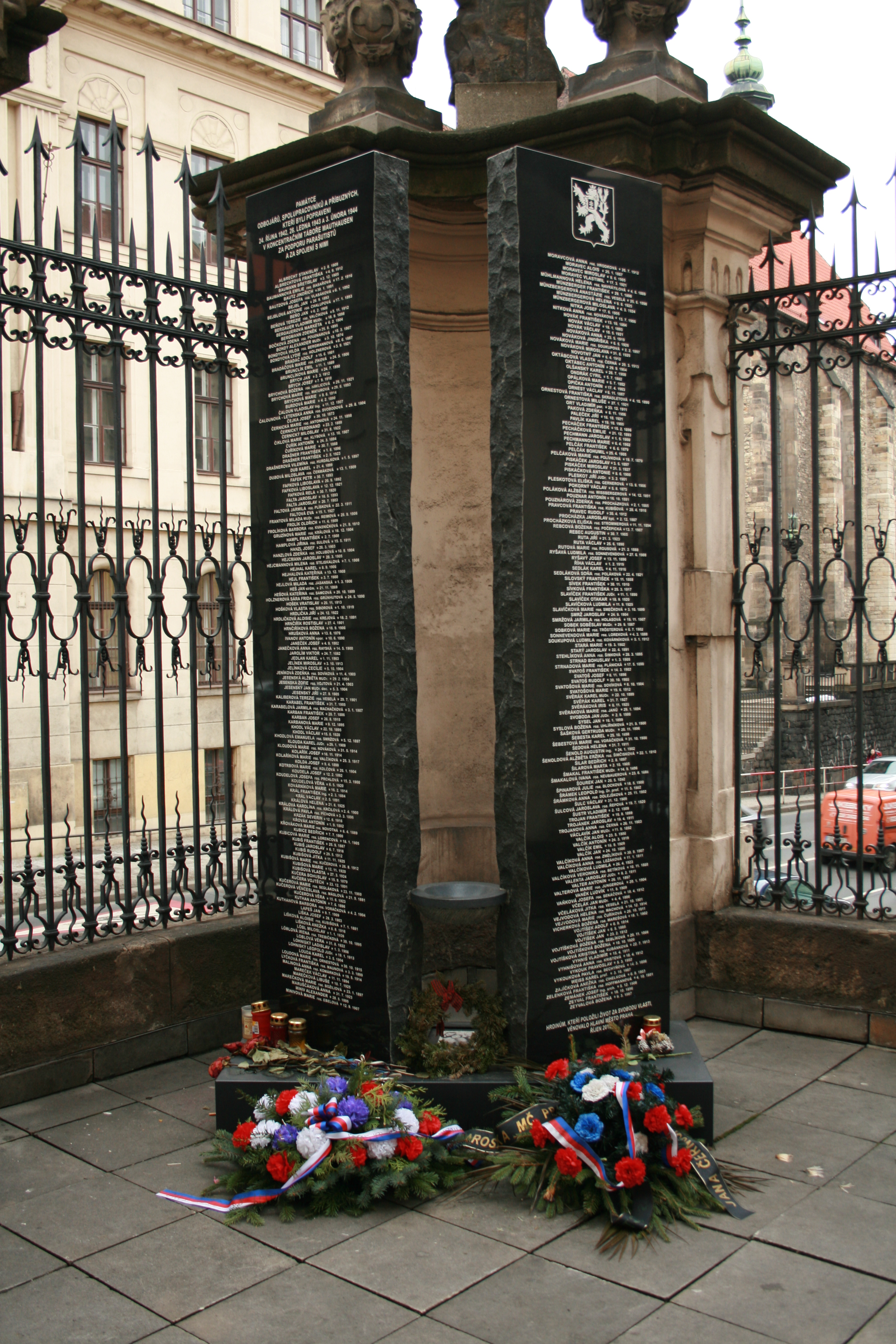
Pomník spolupracovníků parašutistů a jejich rodinných příslušníků na terase kostela sv. Cyrila a Metoděje v Resslově ulici v Praze
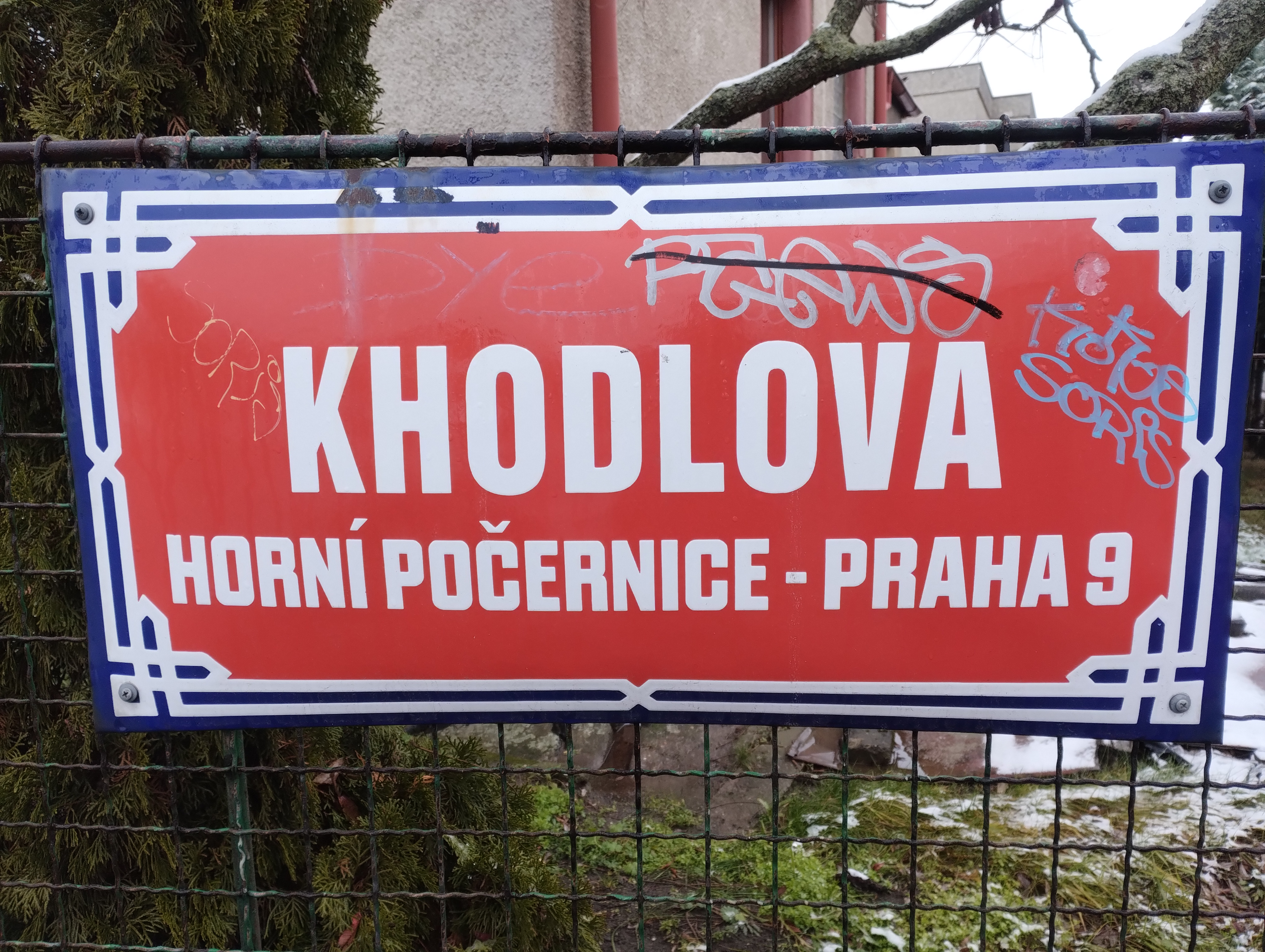
Ulice Khodlova v Praze-Horních Počernicích
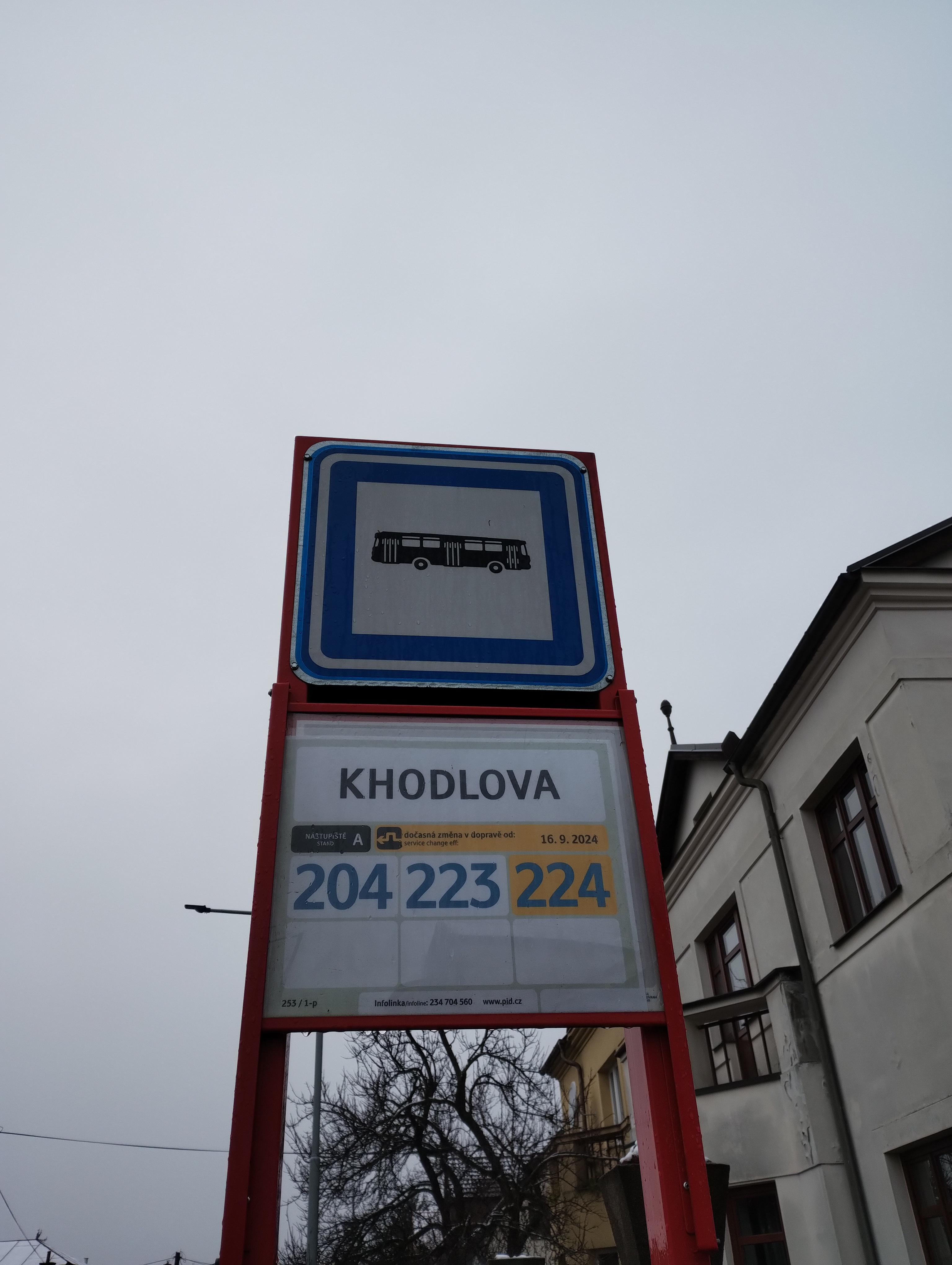
Zastávka MHD Khodlova v Horních Počernicích
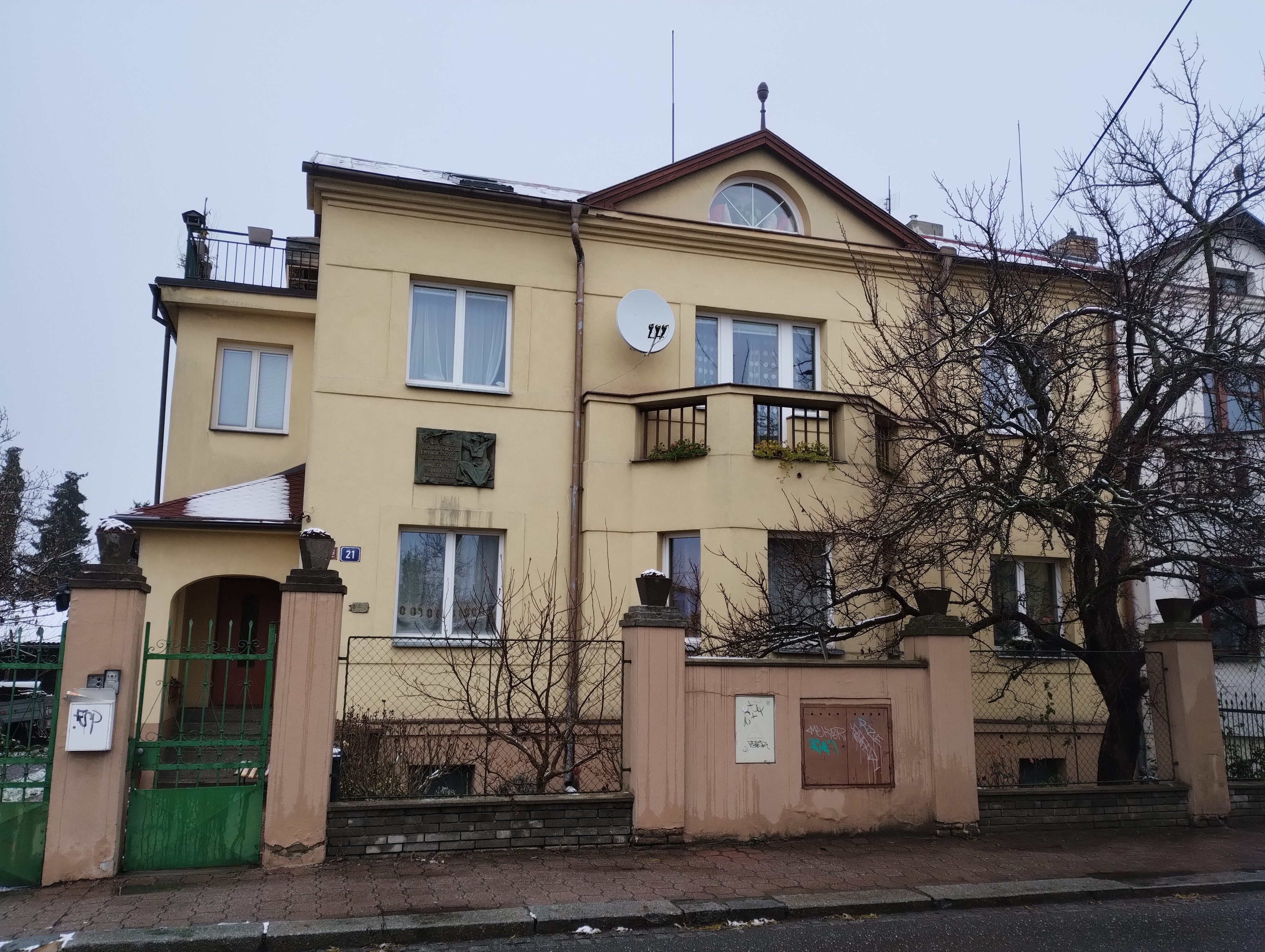
Vila Emka - dům v ulici Khodlova 1086/21, Praha 9 - Horní Počernice
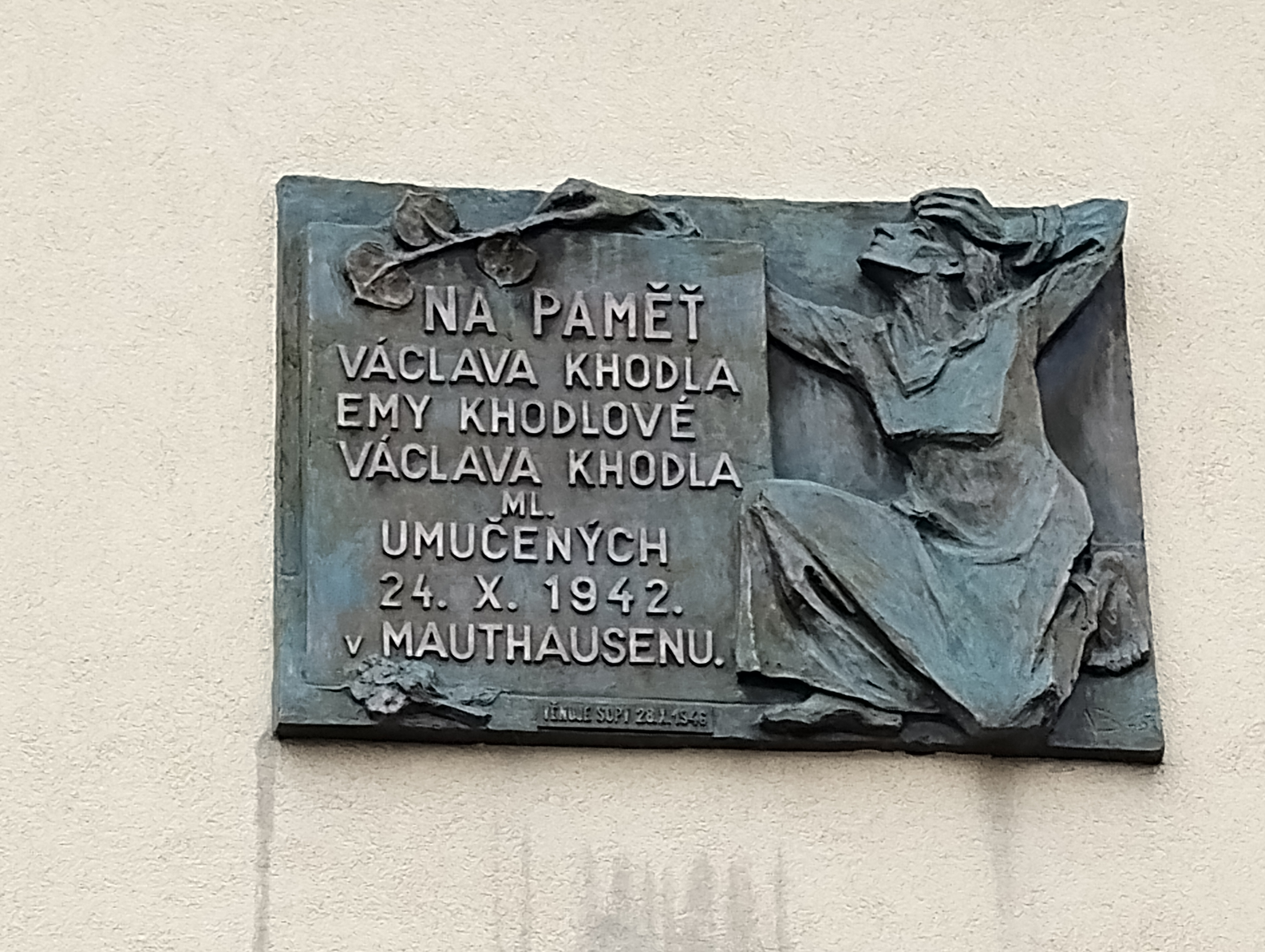
Pamětní deska na vile Emka, Praha 9 - Horní Počernice
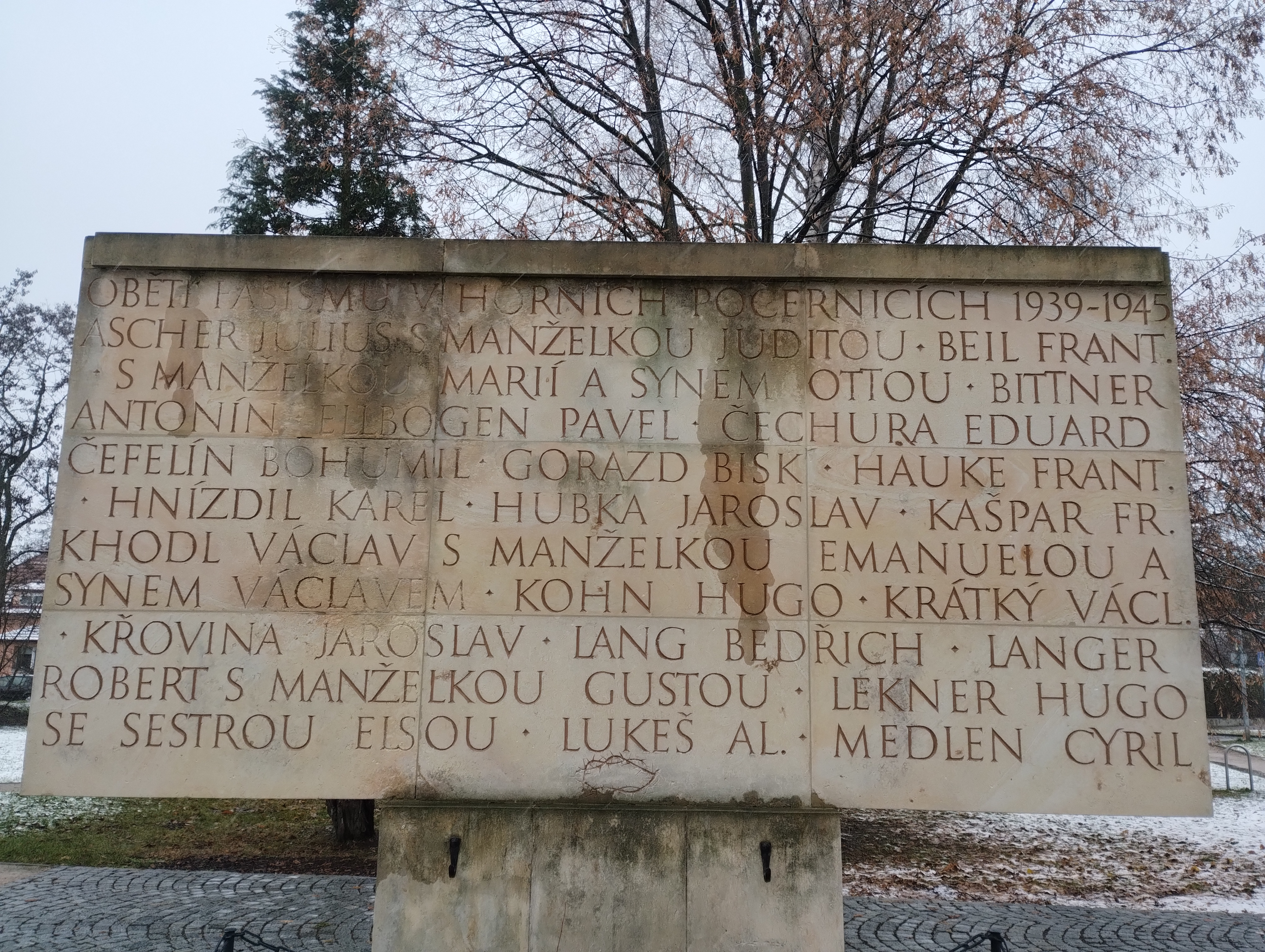
Pomník obětem 2. světové války v Praze 9 - Horních Počernicích se jmény Khodlových
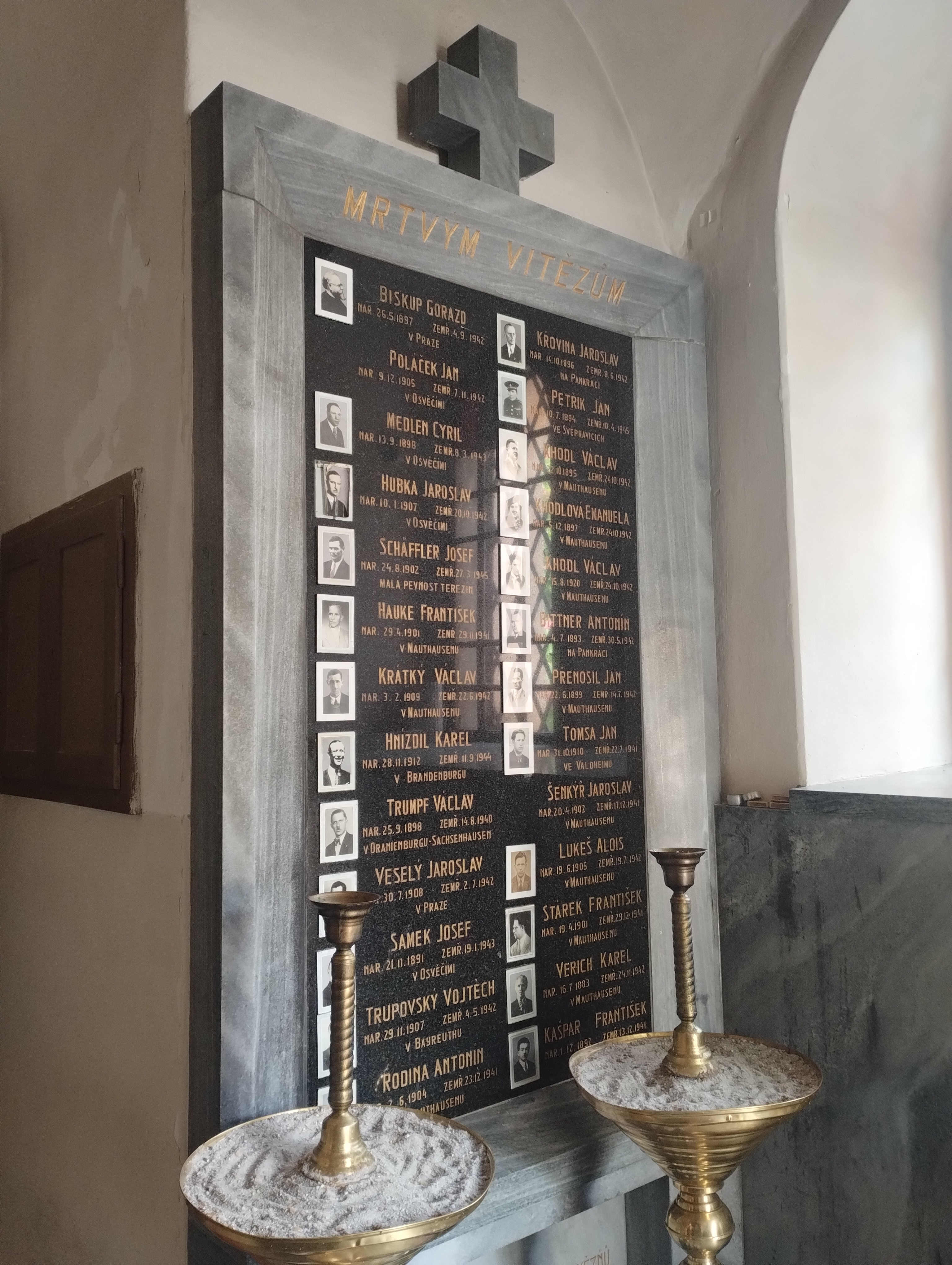
Pamětní deska obětem 2. světové války v kostele svaté Ludmily ve Chvalech v Horních Počernicích
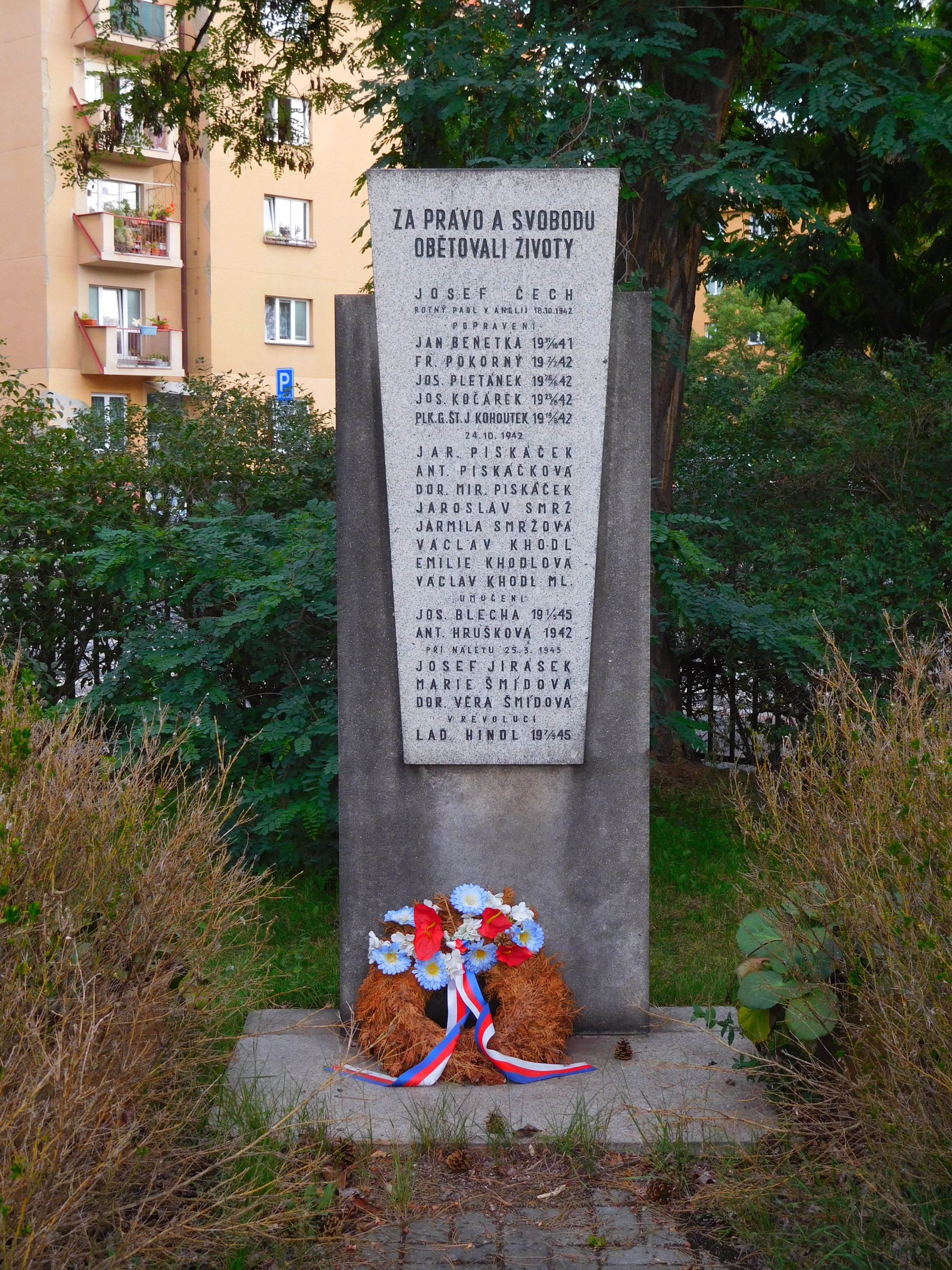
Pomník obětem 2. světové války v areálu Sokola Vysočany v Zákostelní ulici